# Dibajim Cazã
Dibajim Cazã (Dibajin Qazan) é uma vila no norte do Afeganistão, localizada na província de Bactro.